# 阿波木偶館
阿波木偶館（あわでこかん）は、徳島県徳島市国府町中にある木偶人形に関する施設。
明治から昭和にかけて、阿波人形浄瑠璃の隆盛を支えた人形師・天狗久の流れを受け継ぐ人形師、田村恒夫の自宅兼工房。1988年（昭和63年）にオープン。こくふ街角博物館に指定されている。

## 基礎データ

### 開館時間
- 10:00～16:00
- 休館日：館長留守の時間帯

## アクセス
- 徳島バス「中村停留所」から南へ徒歩1分、かどや右折れ2軒目の八幡社前。